# Stanisław Ścieszko
Stanisław Ścieszko (ur. 31 marca 1943 roku w Łodzi zm. 19 lipca 2019 w  Łodzi) – polski operator filmowy i telewizyjny..

## Życiorys
W 1966 roku ukończył studia na Wydziale Operatorskim PWSFTviT w Łodzi (dyplom 1970).
Był autorem zdjęć do wielu filmów artystycznych, dokumentalnych, spektakli Teatru Telewizji. W latach 1968–2005 związany z TVP3 Łódź. Jednym z najbardziej znanych jego programów to Magazyn Kryminalny 997 realizowany przez TVP3 Łódź. Ojciec operatora filmowego Stanisława Ścieszko jr..

## Filmografia
- 2019: Ostre słowa film dokumentalny,zdjęcia
- 2012: Czarodzieje Honoratki film dokumentalny,zdjęcia
- 2012: Mit o "Szarym  film dokumentalny,zdjęcia
- 2008: Herosi i komedianci film dokumentalny,zdjęcia
- 2007: Bardzo krótki strajk film dokumentalny,zdjęcia
- 2006: Mam pomysł film dokumentalny,zdjęcia
- 2006: A potem nazwali go bandytą zdjęcia
- 2001: Malarz ekranu  zdjęcia
- 2000: Namibia. Caprivi czyli polski Hel w Afryce zdjęcia
- 1991: Człowiek ze studni zdjęcia
- 1998  Ponury i jego żołnierze zdjęcia
- 1987  Biała broń zdjęcia
- 1966  Asy  zdjęcia
- 1966  Kowalski  zdjęcia
- 1965  W każdą noc zdjęcia
- 1965  Szczęśliwy koniec zdjęcia